# Il promontorio della paura (I Simpson)
Il promontorio della paura (Cape Feare) è il secondo episodio della quinta stagione della sitcom animata I Simpson.

## Trama
Bart inizia a ricevere alcune lettere che lo minacciano di morte scritte col sangue e perciò tutta la famiglia è preoccupata. Bart non sa che a spedirgli le lettere è il suo nemico Telespalla Bob, dal carcere, che vuole vendicarsi di lui. Quando Bob viene rilasciato, si mostra ai Simpson minacciando pubblicamente il suo odio verso Bart. I Simpson chiedono aiuto a un detective per allontanare Bob dalla città, ma questi fallisce la sua missione. I Simpson chiedono aiuto allora alla FBI che cambia loro identità: da quel momento saranno i Thompson e vivranno a Lago Orrore. I Simpson si trasferiscono nella loro nuova città, ma non sanno che Bob li ha seguiti. I Simpson comprano una barca come loro nuova casa, ma una notte Bob sale a bordo e, dopo aver slegato la barca dal molo e immobilizzato i componenti della famiglia, si lancia all'inseguimento di Bart. Sembra la fine, ma Bart come ultimo desiderio chiede a Bob di cantargli l'intero spartito di H.M.S. Pinafore: lo spettacolo va avanti finché la barca, senza timoniere, non sbatte contro degli scogli vicino a Springfiled. Bob viene nuovamente arrestato e i Simpson possono tornare a casa tranquilli, ma arrivati trovano il nonno diventato donna senza le sue pillole.

## Citazioni e riferimenti
- L'intero episodio è una parodia del film Cape Fear - Il promontorio della paura di Martin Scorsese e il cognome dato alla famiglia Simpson dopo averla trasferita al Lago Orrore è Thompson, come il regista del film del 1962, di cui quello di Scorsese è un remake: inoltre in alcune scene che citano la pellicola originale, Bob veste con le stesse camicie sgargianti di Max Cady.
- Nel momento in cui Bart esce di casa per andare a scuola, incontra Ned Flanders che indossa un guanto con delle lame, in riferimento al personaggio Freddy Krueger del film Nightmare.
- Il motel in cui alloggia Bob è il Motel Bates, quello presente nel film Psyco di Alfred Hitchcock.
- Homer entra in camera di Bart con una motosega e indossando una maschera da hockey, riferimenti a Leatherface di Non aprite quella porta e a Jason Voorhees di Venerdì 13.
- In una scena dove Bob si sta allenando, si vede che porta sulle nocche delle mani i tatuaggi LOVE e HATE, cioè amore e odio in inglese, una citazione ad un altro personaggio di Robert Mitchum, il primo Max Cady cinematografico, nel film La morte corre sul fiume.
- Abraham Simpson bussando alla porta dei Simpson chiede le sue pillole dicendo che ha freddo ed è inseguito dai lupi: è una citazione dal film La bella e la bestia della Walt Disney.

## Sigla
- Gag del divano: I Simpson iniziano a ballare davanti alla tv, quando vengono raggiunti da ballerine e giocolieri che si uniscono a loro.
- Frase alla lavagna: La friggitrice della mensa non è un giocattolo.